# ハイラム・ショウ・ウィルキンソン
サー・ハイラム・ショウ・ウィルキンソン（Sir Hiram Shaw Wilkinson、1840年6月13日 - 1926年9月27日）は、主に中国・日本に勤務した英国の裁判官・外交官で、帰国後には治安判事、副統監を務めた。

## 略歴
ハイラム・ショウ・ウィルキンソンは父ジョン・ウィルキンソン、母アナベラ・ショウ間に、1840年、ベルファストに生まれた。1864年にはプルディ・ガフィキンと結婚した。妻は1870年に死亡しているが数人の子供があり、息子の一人であるハイラム・パークス・ウィルキンソンは父と同様に中国・日本で裁判官を務めている。
ウィルキンソンはクイーンズ大学ベルファストに学び、1864年には学士号、1881年には法学博士号を取得している。1872年、ウィルキンソンはミドル・テンプルの法廷弁護士に認められた 。
大学卒業後の1864年から、横浜の英国領事館に通訳生として雇用された。この期間の領事業務を通じて流暢な日本語を身につけた。1876年までには、ウィルキンソンは東京の英国公使館の通訳官となっており、また横浜の領事裁判所の非常勤判事を兼ねていた。1877年には同裁判所の法務書記官代理となった。
ウィルキンソンが日本で公務についていた時期は、最初期の日本語通訳生で、後に在日本公使（1895年-1900年）・在中国公使（1900年-1906年）となったアーネスト・サトウの勤務時期（1862年-1883年）と重複する。後年、サトウはウィルキンソンを在上海英国高等領事裁判所の判事に推薦したことを述べている。

## 職歴
外交官としての職歴は以下のとおりである。
- 1864年：日本語通訳生
- 1876年以前：日本語通訳官、在横浜英国領事裁判所の非常勤判事
- 1877年：新潟副領事、在横浜英国領事裁判所の法務書記官代理
- 1878年：在横浜英国領事裁判所の法務書記官
- 1879年：在上海英国高等領事裁判所の判事補代理
- 1881年-1897年：在上海英国高等領事裁判所の最高法廷弁護士（Crown Advocate）
- 1883年：広東暴動後の訴求処理の英国代表
- 1897年-1900年：在日本英国領事裁判所の判事 (British Court for Japan)
- 1900年-1905年：在上海英国高等領事裁判所の主席判事

在上海英国高等領事裁判所の最高法廷弁護士を務めていた際に、1896年に横浜で発生したイーディス・カルー事件の検事を行うように依頼されている。在日本英国領事裁判所の判事に任命されて間もない1899年に、日本における領事裁判制度は終わりを告げた。しかし、中国・朝鮮ではまだ領事裁判が行われていたため、上海で死亡したサー・ニコラス・ジョン・ハネン（Sir Nicholas Hannen）の後任として、在上海英国高等領事裁判所の主席判事となった。1903年にはナイトの称号を授与された。1905年に引退し、家族と共に北アイルランドのマネーシェイネル（Moneyshanere）に移住した。
息子の一人であるハイラム・パークス・ウィルキンソンも上海で最高法廷弁護士を務めており、親子合わせると44年間その任務にあったこととなる。

## 晩年
帰国後、1914年から死亡した1926年までクイーンズ大学ベルファストの副学長を務めた。1917年には、ロイド・ジョージからアイルランド評議会（Irish Convention）への参加を要請されている。1918年の11月18日のベルファスト・テレグラフ紙は、ウィルキンソンが第一次世界大戦で戦死した第36アルスター師団兵士の記念碑作成のために寄付をしたことを伝えている。1922年にはアイルランド共和軍から脅迫を受けている。また、ロンドンデリー県の治安判事及び副統監を務めた。
1926年9月に、トバーモア（Tobermore）にて死去。

## 参考資料
1. 1 2  Edward Walford. “The county families of the United Kingdom; or, Royal manual of the titled and untitled aristocracy of England, Wales, Scotland, and Ireland .. (Volume edition 59, year 1919), page 381”. 2011年9月3日閲覧。
2. 1 2 3 4 5 6  Edward Walford. “The county families of the United Kingdom; or, Royal manual of the titled and untitled aristocracy of England, Wales, Scotland, and Ireland .. (Volume edition 59, year 1919), page 382”. 2011年9月3日閲覧。
3. ↑  See Hansard HL Deb 27 September 1909 vol 3 cc361-83 at 364-5 on the role of student interpreter and their expected proficiency in the language they learn
4. ↑  The Japan Gazette Offiicial Directory for 1876 and 1877
5. ↑  The Semi-official Letters of British Envoy Sir Ernest Satow from Japan and China (1895-1906), Edited by Ian Ruxton, 1997, p175
6. 1 2  “Public Record Office of Northern Ireland - Wilkinson Papers”.   Research and Special Collections Available Locally. 2010年6月20日閲覧。
7. 1 2  Obituary, Times 29 September 1926, p14 which sets out details of his positions held
8. ↑  Evening Post 16 July 1917, p9,
9. ↑  “Belfast Telegraph, 18 November 1918 edition”.   Eddies News Extracts. 2010年6月20日閲覧。